# Hervé Novelli
Hervé Novelli (ur. 6 marca 1949 w Paryżu) – francuski polityk i samorządowiec, parlamentarzysta krajowy i eurodeputowany, sekretarz stanu w rządzie François Fillona.

## Życiorys
Z wykształcenia ekonomista, ukończył studia na Université Paris-Dauphine. Pracował w różnych przedsiębiorstwach, działał w organizacjach zawodowych.
W latach 60. i 70. działał w skrajnie prawicowych organizacjach politycznych, m.in. w ruchu Occident i Parti des forces nouvelles. Przystąpił później do Narodowego Centrum Niezależnych i Chłopów. Od lat 80. działał w centrowej Unii na rzecz Demokracji Francuskiej, a w jej ramach w Partii Republikańskiej, w 1990 został jej sekretarzem generalnym.
Był dyrektorem gabinetu politycznego Alaina Madelina w okresie pełnienia przez niego funkcji ministra w rządzie Jacques'a Chiraca. W latach 1993–1997 po raz pierwszy zasiadał w Zgromadzeniu Narodowym. Był wśród założycieli powstałej na bazie republikanów Demokracji Liberalnej, która opuściła UDF.
Od połowy lat 90. zajmuje różne stanowiska w administracji terytorialnej. Był radnym departamentu Indre i Loara i Regionu Centralnego. Od 2001 pełnił funkcję zastępcy mera Richelieu, w 2008 został burmistrzem tej miejscowości, urząd ten sprawował do 2020.
Od 1999 do 2002 sprawował mandat posła do Parlamentu Europejskiego. W wyborach krajowych w 2002 i w 2007 ponownie uzyskiwał mandat posła do Zgromadzenia Narodowego z ramienia Unii na rzecz Większości Prezydenckiej, przekształconej następnie w Unię na rzecz Ruchu Ludowego. W ramach UMP założył frakcję polityczną Les Réformateurs.
W czerwcu 2007 objął stanowisko sekretarza stanu ds. biznesu i handlu zagranicznego, w marcu 2008 powołano go na urząd sekretarza stanu ds. m.in. małej i średniej przedsiębiorczości oraz turystyki. Z rządu odszedł w listopadzie 2010. W wyborach parlamentarnych w 2012 nie obronił mandatu poselskiego.